# فاطمة بنت عتبة بن ربيعة
فاطمة بنت عُتَبة بن ربيعة العبشمية القرشية (30 ق هـ - 32 هـ / 593م - 653م) صحابية من النساء ذوات المال الكثير من أهل مكة، وهي ابنة عتبة بن ربيعة أحد فرسان قبيلة قريش وساداتها المعدودين في الجاهلية وصدر الإسلام وأخت الصحابية هند بنت عتبة والصحابي أبو حذيفة بن عتبة والصحابي أبو هاشم بن عتبة، وخالة الخليفة الأموي معاوية بن أبي سفيان، أسلمت وبايعت النبي محمد ﷺ بعد فتح مكة في السنة الثامنة من الهجرة. قال ابن حبان: «فاطمة بنت عتبة بن ربيعة العبشمية لها صُحَبة بايعت النبي صلى الله عليه وسلم على أن لا يزنين ولا يسرقن فوضعت يدها على رأسها حياء».
تزوجها قرظة بن عبد عمرو النوفلي القرشي في الجاهلية وولدت له: الوليد بن قرظة، وهَشام بن قرظة، وأُبَي بن قرظة، وعُتَبة بن قرظة، ومُسَلم بن قرظة، وأمَنة بنت قرظة، وفاختة بنت قرظة التي تزوجها مُعَاوية بن أبي سفيان وولدت له ثم هلك عنها قرظة بن عبد عمرو فتزوجها عقيل بن أبي طالب الهاشمي ثم فارقها، فتزوجها عبد الله بن عامر بن كريز العبشمي.

## نسبها
- هي: فاطمة بنت عتبة بن ربيعة بن عبد شمس بن عبد مناف بن قصي بن كلاب بن مرة بن كعب بن لؤي بن غالب بن فهر بن مالك بن قريش بن كنانة بن خزيمة بن عامر بن إلياس بن مضر بن نزار بن معد بن عدنان العبشمية القرشية.
- أمها هي: صَفية بنت أمية بن حارثة بن الأوقص بن مرة بن هَلال بن فالج بن ذكوان بن ثعلبة بن بهثة بن سُلَيم بن منصور بن عكرمة بن خصفة بن قيس عيلان بن مُضَر السُلمية.[4]
- إخوتها: الصحابي أبو حذيفة بن عتبة، والصحابي أبو هاشم بن عتبة، والوليد بن عتبة قُتِل في غزوة بدر مشركاً، وأبو الحكم بن عتبة، والمُغَيرة بن عتبة، وهاشم بن عتبة، وهشام بن عتبة، والنُعَمان بن عتبة، وحفص بن عتبة، وعبد شمس بن عتبة.[5]
- أخواتها: الصحابية هند بنت عتبة، والصحابية أم أبان بنت عتبة، وأم كلثوم بنت عتبة، وعاتكة بنت عتبة، وأمنة بنت عتبة، وفاختة بنت عتبة، وصفية بنت عتبة، والفارعة بنت عتبة.[6]